# Valeriano Weyler
Valeriano Weyler y Nicolau, markiz Teneryfy, książę Rubí (ur. 17 września 1838, zm. 20 października 1930) – hiszpański generał, gubernator generalny Filipin w latach 1888–1891, zarządca Kuby od 1896 do 1897, wielokrotny minister wojny: od 1901 do 1902, w 1905 i od 1906 do 1907, który z powodu swej brutalności w stosunku do rebeliantów, jaką przejawiał podczas powstania kubańskiego w 1898, pośrednio przyczynił się do przystąpienia Stanów Zjednoczonych do wojny z Hiszpanią, a po powrocie do kraju usiłował obalić rząd.

## Życiorys
Działalność wojskową rozpoczął już w młodości. W 1868 uczestniczył w tłumieniu powstania kubańskiego przeprowadzanego pod wodzą Carlosa Manuela de Céspedesa del Castillo. Przebywał na Kubie do 1872. Kiedy wrócił do Hiszpanii, uczestniczył w tłumieniu kolejnego powstania, tym razem karlistów. Od 1878 do 1883 odbywał służbę na Wyspach Kanaryjskich, gdzie był gubernatorem wojskowym. Następnie był na Balearach i Filipinach, gdzie brał udział w tłumieniu jeszcze jednego powstania – było ono wymierzone przeciwko Hiszpanom.
W styczniu 1896 znalazł się ponownie na Kubie z misją zdławienia następnego buntu. Ponieważ Arsenio Martínez Campos, dowódca armii hiszpańskiej stacjonującej na Kubie, nie mógł wykonać tego zadania, Weyler zastąpił go na stanowisku, po czym przystąpił do radykalnych akcji przeciwko kubańskim rebeliantom. Zaraz po przybyciu na wyspę - 16 lutego 1896 roku  wydał serię dekretów (w tym o rozpoczęciu tzw. polityki rekoncentracji). Na mocy rozkazu Weylera wszyscy mieszkańcy niefortyfikowanych obszarów zostali zmuszeni do przeniesienia się do wyznaczonych "stref bezpieczeństwa" w ciągu 8 dni. 21 października 1896 roku dekret Weylera o rekoncentracji został rozszerzony - od tego momentu każdy, kto znalazł się poza granicami obozów zbudowanych przez władze kolonialne, był uznany za buntownika, a zatem ten, kto nie zgłosił się do obozu, mógł zostać zabity.  
W ten sposób 1896 stał się rokiem powstania pierwszych obozów koncentracyjnych. Zamykano w nich także chłopów niezaangażowanych w walkę powstańczą. Nazywano je campos de concentración. Do zakładania obozów skłoniła Weylera postawa wieśniaków zachodniokubańskich, którzy wspierali Kubańską Armię Wyzwoleńczą z powodu nastrojów niepodległościowych i okrucieństwa żołnierzy Weylera. Setki tysięcy chłopów przymusowo sprowadzano do miast, głównie do Hawany, Pinar del Rio oraz Matanzas, a także do kilku mniejszych miast w trzech wymienionych prowincjach. W obozach koncentracyjnych, podobnych do tych budowanych później przez bolszewików czy nazistów w Europie, zmarła prawie jedna trzecia mieszkańców kubańskich wsi.
Brutalne metody Weylera i jego żołnierzy okazały się skuteczne tylko w niewielkim stopniu, gdyż, wbrew jego oczekiwaniom, utworzenie obozów zachęciło wiele osób do wstąpienia do Armii Wyzwoleńczej, ponieważ woleli oni zginąć w walce, niż z głodu. Przysporzyła mu natomiast niesławy, gdyż oburzona opinia publiczna Stanów Zjednoczonych Ameryki Północnej dowiadywała się na bieżąco o tym, co działo się podczas wojny, dzięki koncernom prasowym Josepha Pulitzera i Williama Randolpha Hearsta. Konsekwencją tego było w 1898 przystąpienie Amerykanów do wojny z Hiszpanią.
W okresie przed wzięciem udziału USA w wojnie, Weyler miał za sobą wiele zwycięstw z siłami rebelianckimi, czego przykładem była śmierć Antonio Maceo Grajalesa w dniu 7 grudnia 1896. Nie uchroniło to Weylera od kłopotów, gdyż jego brutalne prześladowania wywoływały protesty także w kraju ojczystym, czego następstwem było odwołanie Weylera ze stanowiska dowódczego w październiku 1897. Mimo to generał mógł bez przeszkód kontynuować swoją karierę; w 1921 został nawet naczelnym dowódcą hiszpańskich sił zbrojnych, a w 1926 uczestniczył w zakończonej fiaskiem próbie zniszczenia dyktatury Miguela Primo de Rivery.